# Leeuwarderadeel
Leeuwarderadeel – była gmina w Holandii, w prowincji Fryzja. Jej siedzibą było miasto Stiens. 

## Historia
Do XV wieku obszar miejski Leeuwarden należał do Leeuwarderadeel. Przed 1944 gmina Leeuwarderadeel obejmowała również południową część dzisiejszej gminy Leeuwarden wraz z miejscowościami: Wirdum, Wytgaard, Huizum, Goutum, Swichum, Hempens, Teerns, Lekkum, Miedum i Snakkerburen. Od 1 stycznia 1944 gmina Leeuwarderadeel obejmowała miejscowości: Stiens, Jelsum, Koarnjum, Britsum, Finkum, Hijum i Alde Leie. 
W lutym 2013 rada gminy postanowiła, że chcą połączyła się z gminą Leeuwarden. W referendum, które odbyło się w styczniu 2013 zdecydowana większość mieszkańców również to poparła. W 2018 została przyłączona do Leeuwarden.

### Ratusz
Stary ratusz pierwotnie stał w Huizumie. Tak było do momentu, gdy nowy ratusz w Stiens powstał 1 marca 1965.